# Georgina Pontaza
Georgina Pontaza (sinh năm 1976) là một nữ diễn viên, ca sĩ, biên đạo múa, giám đốc nhà hát và nhà sản xuất người Guatemala. Cô đã làm việc trên truyền hình và đài phát thanh ngoài nhà hát trực tiếp và làm giám đốc nghệ thuật của cả Teatro Abril và Teatro Fantasía IRTRA tại Thành phố Guatemala.

## Tiểu sử

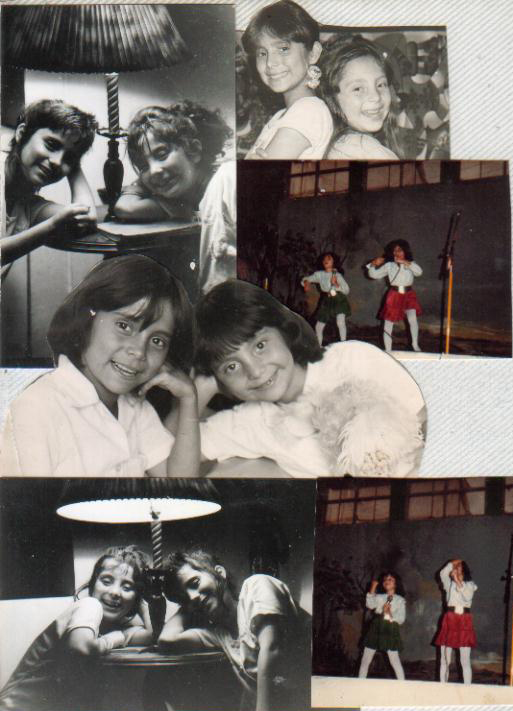
Ảnh ghép của chị em Pontaza

Karla  Georgina Pontaza Ávila  sinh ngày 15 tháng 1 năm 1976 tại Guatemala. Ở độ tuổi rất trẻ, cô được khuyến khích giải trí trong dàn hợp xướng thiếu nhi do bà ngoại của cô, soprano Carmen Morales Ávila sáng lập. Từ năm 5 tuổi, cô đã biểu diễn và đến năm 9 tuổi, Pontaza và em gái Silvia, 8 tuổi, đã thành lập một bộ đôi ca hát và nhảy múa, được gọi là "Chị em Pontaza". Họ đã biểu diễn với Tập đoàn Kodaly dưới sự chỉ đạo của Alma Monsanto trong quá trình sản xuất Little Orphan Annie, năm 1985, tiếp theo là "José el Soñador", "La Novicia Rebelde" (Âm thanh của âm nhạc), " Gatos "(Cats)," Brillantina "Long lanh," El violinista en el Tejado "(Fiddler trên mái nhà), Evita, và nhiều người khác.
Cô có bằng về cả Quảng cáo và Nghệ thuật Sân khấu, đã tốt nghiệp với danh hiệu thứ hai vào năm 2009. Từ giữa những năm 1990, cô đã dạy cho nhà hát thiếu nhi. Ngoài việc giảng dạy, cô đã thu âm nhiều giọng nói cho cả truyền hình và đài phát thanh, và là Giám đốc nghệ thuật của "Câu lạc bộ truyền hình Chiquirrines".
Pontaza có tác phẩm đầu tay vào năm 1994, trong tác phẩm "El reino de Bom Bom" (Vương quốc Bom Bom), với ca sĩ người Argentina Luis Aguilé. Năm 1995, cô bắt đầu biên đạo và chỉ đạo nhà hát thiếu nhi và đầu những năm 2000 , cô bắt đầu chỉ đạo với nhà sản xuất Pedro Luis Soto tại Teatro Abril. Đến năm 2006 với tư cách là giám đốc nghệ thuật, Pontaza đã dàn dựng nhiều màn trình diễn sân khấu cho trẻ em cổ điển. Năm 2012, cô trở thành giám đốc nghệ thuật của Teatro Fantasía (Nhà hát Ảo) mới khai trương tại Học viện Recutoción de los Trabajadores (IRTRA) (Viện Giải trí Công nhân) tại Thành phố Guatemala.

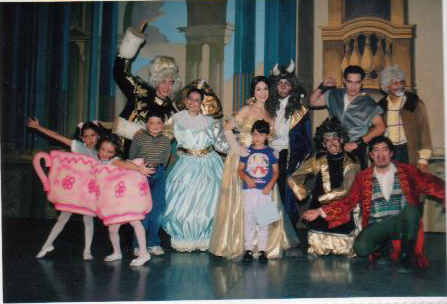
Georgina Pontaza và Rey Leon trong "Người đẹp và quái vật"

Mặc dù nổi tiếng với các màn trình diễn của trẻ em, Pontaza cũng đã làm việc với các tác phẩm kinh điển như "Entremees de Cervantes" của Miguel de Cervantes và "Cuadros de Costumbres" của Guatemala Milla y Vidaurre.

## Giải thưởng
1994, Thành tựu trọn đời cho Nhà hát thiếu nhi, từ Tạp chí Quốc gia cho Sociedad Dante Aliguieri 

## Sản xuất
- Peter Pan (1994, 1997, 2000) [9]
- Pinocchio [4]
- Nhật ký của Anne Frank [10]
- Phù thủy xứ Oz [4]

### Chỉ đạo[4]
- Nàng tiên cá nhỏ
- Người đẹp và quái vật
- Bạch Tuyết
- Aladdin
- Fuenteovejuna
- Los árboles mueren de pie
- Leyendas de Guatemala